# Decido io
Decido io è il primo album dei Duracel, uscito nel 2005.
Il brano Melissa P, liberamente ispirato al romanzo 100 colpi di spazzola prima di andare a dormire, è stato apprezzato pubblicamente dalla scrittrice Melissa Panarello.

## Tracce
1. Mi sto muovendo – 3.15
2. Tweet tweet – 0.30
3. Grigio Cemento – 3.40
4. Enormi – 2.45
5. Una Storiella – 2.18
6. Che bei momenti – 3.07
7. Enrica è cresciuta – 2.53
8. Melissa P – 1.54
9. Non tornare più – 3.09
10. decido io – 2.36
11. Innamorato di te – 2.33 (10.43)

## Formazione
- Zamu - voce, basso
- Umbre - chitarra
- Vale - chitarra
- El Bocia - batteria